# 24h Le Mans 1949
24h Le Mans 1949 – 17. edycja długodystansowego wyścigu 24h Le Mans. Wyścig odbył się w dniach 25–26 czerwca 1949, udział w nim wzięło 98 kierowców z 7 państw.

## Informacje
| Statystyki                  | Statystyki           |
| --------------------------- | -------------------- |
| Długość okrążenia           | 13,492 km            |
| Dystans wyścigu             | 3 178,299 km         |
| Średnia prędkość            | 132,420 km/h         |
| Przewaga lidera             | 15,723 km            |
| Najszybsze okrążenie        | André Simon (5:12.5) |
| Kierowcy według narodowości |                      |
| Francja                     | 61                   |
| Wielka Brytania             | 28                   |
| Czechosłowacja              | 3                    |
| Belgia                      | 2                    |
| Hiszpania                   | 2                    |
| Pozostali (2 narodowości)   | 2                    |
| Łącznie                     | 98                   |

## Wyniki wyścigu
| Poz.  | Klasa | Nr | Zespół                       | Kierowcy                              | Samochód                               | Silnik                     | Okrążenia |
| ----- | ----- | -- | ---------------------------- | ------------------------------------- | -------------------------------------- | -------------------------- | --------- |
| 1     | S 2.0 | 22 | Lord Selsdon                 | Peter Mitchell-Thomson Luigi Chinetti | Ferrari 166MM                          | Ferrari 2.0L V12           | 235       |
| 2     | S 3.0 | 15 | Henri Louveau                | Henri Louveau Juan Jover              | Delage D6S-3L                          | Delage 3.0L i6             | 234       |
| 3     | S 2.0 | 3  | Mrs. P. Trevelyan            | Harold John Aldington Norman Culpan   | Frazer-Nash High Speed Le Mans Replica | Bristol 2.0L I6            | 224       |
| 4     | S 3.0 | 14 | W.S. Watney                  | Louis Gérard Francisco Godia          | Delage D6S-3L                          | Delage 3.0L I6             | 212       |
| 5     | S 5.0 | 11 | Pierre Meyrat                | Pierre Meyrat Robert Brunet           | Delahaye 135CS                         | Delahaye 4.0L I6           | 210       |
| 6     | S 5.0 | 6  | H.S.F. Hay                   | H.S.F. Hay Tommy Wisdom               | Bentley 4¼ Paulin                      | Bentley 4.3L I6            | 210       |
| 7     | S 2.0 | 27 | Arthur Jones                 | Arthur Jones Nick Haines              | Aston Martin 2-Litre Sports (DB1)      | Aston Martin 2.0L I4       | 207       |
| 8     | S 1.5 | 35 | Ecurie Lapin Blanc           | Eric Thompson Jack Fairman            | HRG 1500 Lightweight Le Mans           | Singer 1.5L I4             | 202       |
| 9     | S 5.0 | 12 | René Bouchard                | René Bouchard Pierre Larrue           | Delahaye 135MS                         | Delahaye 3.6L I6           |           |
| 10    | S 5.0 | 9  | Henry Leblanc                | Henry Leblanc Jean Brault             | Delahaye 135CS                         | Delahaye 3.6L I6           |           |
| 11    | S 2.0 | 29 | Robert Lawrie                | Robert Lawrie Robert W. Walker        | Aston Martin 2-Litre Sports (DB1)      | Aston Martin 2.0L I4       |           |
| 12    | S 1.1 | 44 | Monopole-Poissy              | Jean de Montrémy Eugéne Dussous       | Monopole Sport                         | Gordini 1.1L I4            |           |
| 13    | S 3.0 | 20 | Jack Bartlett                | Jack Bartlett Nigel Mann              | Healey Elliott                         | Riley 2.4L I4              |           |
| 14    | S 1.1 | 47 | N.J. Mahé / R. Crovetto      | Norbert Jean Mahé Roger Crovetto      | Simca Huit                             | Gordini 1.1L I4            |           |
| 15    | S 750 | 58 | Let-Aviation                 | František Sutnar Otto Krattner        | Aéro Minor Sport 750                   | Aéro 0.7L Flat-2           |           |
| 16    | S 1.5 | 41 | Auguste Lachaize             | Auguste Lachaize Albert Debille       | DB Tank                                | Citroën 1.5L I4            |           |
| 17    | S 1.1 | 52 | André Guillard               | André Guillard Théodore Martin        | Simca Huit                             | Gordini 1.1L I4            |           |
| 18    | S 750 | 60 | Ecurie Verte                 | Emmanuel Baboin Pierre Gay            | Simca Six                              | Simca 0.6L I4              |           |
| 19    | S 750 | 59 | Jacques Poch                 | Ivan Hodač Jacques Poch               | Aéro Minor Sport 750                   | Aéro 0.7L Flat-2           |           |
| 20 NU | S 5.0 | 1  | André Chambas / Ecurie Verte | André Chambas André Morel             | Talbot-Lago Gran Sport Coupé           | Talbot-Lago 4.5L I6        | 222       |
| 21 NU | S 3.0 | 18 | Auguste Veuillet             | Auguste Veuillet Edmond Mouche        | Delage D6-3L                           | Delage 3.0L I6             | 208       |
| 22 NU | S 2.0 | 28 | Mrs. R.P. Hichens            | Pierre Marechal Donald Mathieson      | Aston Martin 2-Litre Sports (DB1)      | Aston Martin 2.0L i4       | 192       |
| 23 NU | S 5.0 | 4  | Charles Pozzi                | Pierre Flahaut André Simon            | Delahaye 175S                          | Delahaye 4.5L I6           | 179       |
| 24 NU | S 1.5 | 42 | René Bonnet                  | René Bonnet Charles Deutsch           | DB 5                                   | Citroën 1.5L I4            | 175       |
| 25 DK | S 1.5 | 43 | G.E. Phillips                | George Phillips R.M. Dryden           | MG TC Special Body                     | MG 1.3L I4                 | 134       |
| 26 NU | S 5.0 | 8  | Louis Villeneuve             | Marius Chanal Yves Giraud-Cabantous   | Delahaye 135CS                         | Delahaye 3.6L I6           | 128       |
| 27 NU | S 5.0 | 10 | R.R.C. Walker Racing Team    | Tony Rolt Guy Jason-Henry             | Delahaye 135CS                         | Delahaye 3.6L I6           | 126       |
| 28 NU | S 5.0 | 5  | Ets Delettrez                | Jean Delettrez Jacques Delettrez      | Delettrez Diesel                       | Delettrez 4.4L I6 (Diesel) | 123       |
| 29 NU | S 1.1 | 45 | Monopole-Poissy              | Jean Hémard Raymond Leinard           | Monopole                               | Simca 1.1L I4              | 120       |
| 30 NU | S 1.1 | 48 | Just-Émile Vernet            | Just-Émile Vernet Claude Batault      | Simca Huit                             | Simca 1.1L I4              | 118       |
| 31 NU | S 1.1 | 56 | Jacques Savoye               | Jacques Savoye Marcel Renault         | Singer Nine Le Mans Replica            | Singer 1.0L I4             | 97        |
| 32 NU | S 5.0 | 2  | Ecurie France                | Paul Vallé Guy Mairesse               | Talbot-Lago Monoplace Décalée          | Talbot-Lago 4.5L I6        | 95        |
| 33 NU | S 1.1 | 54 | Mme Vivianne Elder           | Vivianne Elder René Camérano          | Simca Huit                             | Simca 1.1L I4              | 95        |
| 34 NU | S 1.1 | 46 | Robert Redge                 | Félix Lecerf Robert Redge             | Simca Dého                             | Simca 1.1L I4              | 89        |
| 35 NU | S 1.1 | 50 | Amédée Gordini               | Pierre Veyron José Scaron             | Simca-Gordini T8                       | Simca 1.1L I4              | 88        |
| 36 NU | S 1.5 | 34 | Ecurie Lapin Blanche         | Jack Scott-Douglas Neville Gee        | HRG 1500 Lightweight Le Mans           | Singer 1.5L I4             | 83        |
| 37 NU | S 3.0 | 16 | Marc Versini                 | Marc Versini Gaston Serraud           | Delage D6-3L                           | Delage 3.0L I6             | 58        |
| 38 NU | S 2.0 | 23 | J.A. Plisson                 | Jean Lucas Pierre-Louis Dreyfus       | Ferrari 166MM                          | Ferrari 2.0L V12           | 53        |
| 39 NU | S 5.0 | 3  | Charles Pozzi                | Eugène Chaboud Charles Pozzi          | Delahaye 175S                          | Delahaye 4.5L I6           | 52        |
| 40 NU | S 2.0 | 30 | Peter Monkhouse              | Peter Monkhouse Ernest Stapleton      | Aston Martin Speed Model               | Aston Martin 2.0L I4       | 45        |
| 41 NU | S 1.1 | 51 | Robert Tocheport             | Robert Tocheport Roget Carron         | Simca Huit                             | Simca 1.1L I4              | 45        |
| 42 NU | S 1.5 | 36 | Just-Émile Vernet            | Georges Trouis Roger Eckerlein        | Riley RMA                              | Riley 1.5L I4              | 40        |
| 43 NU | S 2.0 | 31 | Dudley C. Folland            | Anthony Heal Dudley Folland           | Aston Martin Speed Model               | Aston Martin 2.0L I4       | 26        |
| 44 NU | S 5.0 | 7  | Ecurie Rosier                | Louis Rosier Jean-Louis Rosier        | Talbot-Lago Spéciale                   | Talbot-Lago 4.1L I6        | 21        |
| 45 NU | S 1.1 | 57 | Camille Hardy                | Camille Hardy Maurice Roger           | Renault 4CV                            | Renault 0.8L I4            | 21        |
| 46 NU | S 1.5 | 33 | Ecurie Lapin Blanche         | Peter Clark Mortimer Morris-Goodall   | HRG 1500 Lightweight Le Mans           | Singer 1.5L I4             | 11        |
| 47 NU | S 3.0 | 19 | Aston Martin Lagonda Ltd.    | Leslie Johnson Charles Brackenbury    | Aston Martin DB2                       | Lagonda 2.6L I6            | 6         |
| 48 NU | S 2.0 | 32 | Louis Eggen                  | Louis Eggen Egon Kraft de la Saulx    | Alvis TA 14                            | Alvis 1.9L I4              | 6         |
| 49 NU | S 1.1 | 49 | Amédée Gordini               | Jean Trévoux Marcel Lesurque          | Simca-Gordini TMM                      | Simca 1.1L I4              | 5         |
| Poz.  | Klasa | Nr | Zespół                       | Kierowcy                              | Samochód                               | Silnik                     | Okrążenia |

| Legenda | Legenda                       |
| ------- | ----------------------------- |
| 4       | Zwycięzcy poszczególnych klas |
| 7       | Najszybsze okrążenie          |
| 31 NU   | Nie ukończyli                 |
| 21 DK   | Dyskwalifikacja               |